# 弹珠台 (电子游戏)
《弹珠台》是任天堂开发，并于1984年在红白机发行的弹珠台游戏。游戏改编自1983年的同名Game & Watch游戏。本作是北美NES 18款首发游戏之一。
游戏于1989年移植到日本FC磁碟机，后又作为E讀卡器卡游戏发行，并收录于任天堂64的《動物森友會》和GameCube《動物森友會》的小游戏中。游戏后来通过Wii和Wii U的Virtual Console平台再版。

## 外部連結
- 红白机40周年纪念活动网站上的《弹珠台 （页面存档备份，存于）》（日語）